# Kutzián Ida
Bognár Józsefné Kutzián Ida (Lublin, 1918. október 21. – Budapest, 2001. február 12.) régész.

## Élete
1937-ben érettségizett az újpesti Kanizsai Dorottya Leánygimnáziumban, majd 1942-ben a Pázmány Péter Tudományegyetemen bölcsészdoktori oklevelet szerzett. 1963-tól a történelemtudományok kandidátusa (régészet), 1973-tól doktora.
1942–1945 között a Pázmány Péter Tudományegyetem ősrégészeti Intézetének gyakornoka, majd tanársegéde, 1945–1949 között az egyetem adjunktusa. 1949-1960 között a Magyar Nemzeti Múzeum kutatórégésze, majd osztályvezető-helyettese. 1960-1967 között az MTA Régészeti Kutatócsoport, ill. Régészeti Intézet tudományos munkatársa, 1967–1970 között részlegvezetője, majd 1971-től osztályvezető tudományos főmunkatársa volt.
Elsősorban őskorral foglalkozott. Elsőként határozta meg a Körös-kultúra mediterrán eredetét, a magyarországi neolitikum összeköttetéseit a görög és az itáliai félszigetekkel. Új periodizációt vezetett be a rézkorra. Meghatározta a Szilmegi neolit csoportot. 1950–1954 között Tiszapolgár–Basatanya telepén, illetve Csőszhalom neolitikus telljén végzett feltárást.
1950–1961 között az MTA Régészeti Bizottságának, 1968-tól az ősrégészeti albizottság tagja. A Magyar Régészeti, Művészettörténeti és Éremtani Társulat választmányi tagja, 1952-től alelnöke. 1966-tól a berlini Deutsches Archäologisches Institut és 1969-től az Union Internationale des Sciences Préhistoriques et Protohistoriques Conseil Permanent tagja.
Férje Bognár József (1917–1996) politikus, közgazdász, az Magyar Tudományos Akadémia tagja.

## Elismerései
- Kuzsinszky Bálint-emlékérem
- 1987 Rómer Flóris-emlékérem

## Művei
- 1944 A Körös-kultura. Budapest. (angolul: 1947)
- 1945 A pesterzsébeti urnatemető. Budapest Régiségei.
- 1948 A Tiszapolgár–basatanyai aeneolithikus temető. Archaeologiai Értesítő 1946-48
- 1948 Őskori leletek a Gellérthegyről. Antiquitas Hungarica.
- 1958 Üben südliche Beziehungen der ungarischen Hochkupferzeit. Acta Archaeologica.
- 1962 A magyarországi rézkor kronológiája. Budapest.
- 1963 The Copper Age Cemetery of Tiszapolgár–Basatanya. Archaeologica Hungarica - Series nova 42. Budapest.
- 1966 Das Neolithikum in Ungarn. Archaeologica Austriaca.
- 1971 Prehistoric Relations between Hungary and the Balkans. Studia Balcanica 5. Sofia.
- 1972 The Early Copper Age Tiszapolgár Culture in the Carpathian Basin. Archaeologica Hungarica - Series nova 48. Budapest.
- 1973 Zoology and Chronology in Prehistory. American Anthropologist.
- 1976 The Carpathian Basin and the Development of Early European Metallurgy. Budapest.
- 1985 Contribution to the Prehistoric Chronology of Hungary. Budapest.
- 1987 A Comparative Study of Independent Dating Results from Prehistoric Samples. Budapest.
- 1988 Investigation of Two Copper Age Cultures by Means of TL Dating. Budapest. (tsz. Benkő Lázár)
- 1992 Rays of Prehistoric Sun. Budapest. (tsz. Barlai Katalin, Zsoldos Endre)
- 1995 Patterns of Orientation in Neolithic Cemeteries. Budapest. (tsz. Barlai Katalin)
- 2002 „Unwritten Messages” from the Carpathian Basin. Budapest. (tszerk. Barlai Katalin)